# Kempo Thessaliensis
Kempo Thessaliensis oftewel Kempo van Texel (Texel, ongeveer 1480 - Zwolle, na 1530) was een Nederlands humanist, pedagoog en neo-Latijns dichter. Van 1517 tot 1523 was Kempo rector van de Latijnse school in Alkmaar. In 2020 verwierf het Regionaal Archief Alkmaar "laboribus Herculis", een onbekende uitgave van Alkmaars eerste boekdrukker Johannes Daventriensis oftewel Johan Haghen van Deventer, gedrukt in de Langestraat in Alkmaar. Het betreft een tekst over de werken van Hercules, een verhaal uit de klassieke oudheid, geschreven door Kempo.

## Biografie
Kempo is afkomstig van het waddeneiland Texel en studeerde en promoveerde in Parijs. In 1505 wordt hij daar genoemd „eruditissimus vir Kempo Thessaliensis Hollandiae magister bonarumartium Parrhisiensis".

### Rector
In 1517 werd Kempo op verzoek van de Alkmaarse vroedschap rector van de Alkmaarse Latijnse school. Op 10 december 1517 werd Kempo door Dirck Allertsz. en Jan Claesz., burgemeesters van Alkmaar, als rector aangenomen, tegen een salaris (jaarwedde) van 100 gouden philipsgulden en 3 ponden groot vlaamsch voor een huis. De inkomsten die hij direct van zijn leerlingen kreeg zou van het salaris afgetrokken, maar wat het schoolgeld minder opbracht door de stad Alkmaar bijgepast worden. Kempo legde hierover jaarlijks rekenschap af. Uit deze jaarcijfers blijkt dat de school ongeveer 70 leerlingen telde. Voor Kempo in 1517 naar Alkmaar kwam was hij leraar in Zwolle, de stad waarnaar hij na zijn Alkmaarse jaren weer terugkeerde. Hier volgt hij in 1522 Gerhard Listrius op die als rector van de Latijnse school in Zwolle naar Amersfoort was gegaan.

### Alkmaarse Latijnse School
Kempo volgde Johannes Murmellius op, die in de vier jaar daarvoor de school tot grote bloei bracht. In 1517 kwam een eind aan deze voorspoed toen Alkmaar geplunderd werd door de Arumer Zwarte Hoop (de Gelderse Friezen) onder leiding van Pier Gerlofs Donia (Grote Pier). Murmellius vluchtte, naar Zwolle. Ook een groot aantal van zijn leerlingen ontvluchtten de stad. Schoolmeester Mr. Gerrit Gijsbertsz., werd in de maand oktober 1517, na de vlucht van Murmellius, door de Alkmaarse regering uitgezonden om een nieuwe rector te zoeken. Op zijn zoektocht heeft hij Zwolle, Deventer, Utrecht en Amersfoort bezocht. Petrus Nannius volgde Kempo in 1522 op.

## Werken

### Latijn
- Carmen Scholare, metrum jambicum dimetrum. Johan van Deventer, Alkmaar, 1518-1523.
- De gloriosa virgine Maria carmen Panegyricum scholare. Johan van Deventer, Alkmaar, 1518-1523. 8 p.

### Nederlandstalig
- P.C. Molhuysen en P.J. Blok (red.), Nieuw Nederlandsch biografisch woordenboek. Deel 2. A.W. Sijthoff, Leiden 1912. p. 1421
- Dr. H.E. v. Gelder, Geschiedenis der Latijnsche School te Alkmaar, Eerste gedeelte: De Groote School tot 1572. N.V. Boek- en handelsdrukkerij v/h Herms. Coster & Zoon, Alkmaar 1905. p. 20, 21,110-113 en bijlagen E en F.